# Habia gutturalis
A Habia gutturalis  a madarak osztályának verébalakúak (Passeriformes) rendjébe és a  kardinálispintyfélék (Cardinalidae) családjába tartozó faj.

## Rendszerezése
A fajt Philip Lutley Sclater angol ügyvéd és zoológus írta le 1924-ben, a Phoenicothraupis nembe Phoenicothraupis gutturalis néven.

## Előfordulása
Az Andokban, Kolumbia északi részén honos. Természetes élőhelyei a szubtrópusi vagy trópusi síkvidéki esőerdők és másodlagos erdők aljnövényzete. Állandó, nem vonuló faj.

## Megjelenése
Testhossza 20 centiméter.

## Életmódja
Rovarokkal táplálkozik.

## Természetvédelmi helyzete
Az elterjedési területe még elég nagy, de  csökken, egyedszáma szintén csökken. A Természetvédelmi Világszövetség Vörös listáján mérsékelten fenyegetett fajként szerepel.